# Річка Фуефукі
Рі́чка Фуе́фукі　(яп. 笛吹川, ふえふきがわ, МФА: [ɸu.eɸu̥kʲi gawa]) — річка в Японії, на острові Хонсю, в префектурі Яманасі. Протікає западиною Кофу з північного сходу на південний захід. Бере початок в горах Кобусі й Кокусі. На межі містечок Фудзікава й Ічікава-Місато зливається з річкою Каманасі, утворюючи річку Фудзі. Довжина — 55 км.